# 711年
| 千纪： | 1千纪                                                                                           |
| 世纪： | 7世纪 \| 8世纪 \| 9世纪                                                                         |
| 年代： | 680年代 \| 690年代 \| 700年代 \| 710年代 \| 720年代 \| 730年代 \| 740年代                       |
| 年份： | 706年 \| 707年 \| 708年 \| 709年 \| 710年 \| 711年 \| 712年 \| 713年 \| 714年 \| 715年 \| 716年 |
| 纪年： | 辛亥年（猪年）；唐（新罗）景雲二年；日本和銅四年                                                |

## 大事记
- 唐睿宗命太子李隆基監國。
- 賀拔延嗣為涼州都督充河西節度使，節度使開始成為正式的官職
- 奧米亞王朝的柏柏人穆斯林將軍塔里克·伊本·齊亞德所組織的遠征軍從北非入侵伊比利半島，在瓜達萊特河一帶擊潰西哥德王國，西哥德國王羅德里克戰死。
- 奧米亞王朝的將軍穆罕默德·伊本·卡西木攻克印度西北，征服今日的信德省和旁遮普省南部地區。
- 拜占庭帝國將軍菲利皮科斯在軍事政變中罷黜查士丁尼二世，並將他和他的家屬全部處死。

## 各国领袖

### 非洲
- 马库里亚王国 - Merkurios，马库里亚国王（697年－722年）
- Nekor王国 - Salih I ibn Mansur（710年－749年）

### 美洲
- 卡拉克穆尔 – Yuknoom Yich'aak K'ahk'（702年－731年）
- 科潘 - 瓦沙克拉洪·乌巴·卡维尔（675年－738年）
- 蒂卡尔 - Hasaw Chan K'awil（682年－732年）

### 亚洲
- 中国（唐朝） - 唐睿宗李旦，中国皇帝（710年－712年）
- 日本（飛鳥時代）- 元明天皇，日本天皇（707年－715年）
- 朝鲜半岛（统一新罗）- 圣德王，新罗王（702年－737年）
- 帕拉瓦王朝 - Nandivarman II（710年－775年）
- 震国 - 高王大祚荣，震国王（698年－719年）
- 吐蕃 - 赤德祖赞，赞普（704年－755年）
- 后突厥 - 默啜，可汗（694年－716年）
- 突骑施 - 娑葛，可汗（706年－714年左右）

### 中东
- 亚美尼亚 - Smbat VI Bagratuni， 亚美尼亚君主（691年－711年）
- 阿拉伯帝国 - 瓦利德一世，哈里发（705年－715年）

### 欧洲
- 保加利亚 - 特尔维尔（英语：Tervel of Bulgaria），保加利亚可汗（695年－715年）
- 拜占庭帝国 - 
  1. 查士丁尼二世（705年－711年）
  2. 菲利皮科斯（711年－713年）
- 法兰克王国 -
  -     1. 希爾德貝爾特三世，法兰克国王（695年－711年）
    2. 达戈贝尔特三世，法兰克国王（711年－715年）

  - 丕平二世，宫相（687年－714年）
- 弗里西亚 - 雷德白（英语：Radbod，King of the Frisians）（678年－719年）
- 格鲁吉亚 -
  - 巴格拉季昂王朝 - Nerse（705年－742年）
- 伦巴底王国 -阿里伯特二世（Aripert II）（701年－712年）
- 塞尔维亚 - Ratimir，塞尔维亚统治者（700年－730年）
- 威尼斯共和国 - 保罗·吕齐奥·阿纳法斯托，威尼斯总督（697年－717年）
- 西哥特王国 - 
  1. 罗德里克（710年－711年）
  2. 阿吉拉二世（Achila II）（711年－714年）
- 爱尔兰 - Fergal mac Máele Dúin，爱尔兰高王（英语：List of High Kings of Ireland）（710年－722年）
  - 康诺特 - Indrechtach mac Muiredaig，康诺特王（707年－723年）
  - Uí Maine - 
    1. Seachnasach（691年－711年）
    2. Dluthach mac Fithcheallach（711年－738年）

  - 伦斯特 - Cellach Cualann，伦斯特君主（693年－715年）
  - Ulaid - Áed Róin（708年－735年）
- 英格兰 (七国时代) - 
  - 东盎格利亚 - 埃尔德伍尔夫（英语：Ealdwulf of East Anglia）（663年－713年）
  - 埃塞克斯王国 - Saelred（709年－746年）
  - 肯特王国 - 威特瑞德（英语：Wihtred of Kent）（690年－725年）
  - 默西亚王国 - Ceolred，默西亚国王（709年－716年）
  - 诺森布里亚 - Osred I，诺森布里亚国王（705年－716年）
  - 萨塞克斯王国 -
    - 内特尔姆（英语：Nothelm of Sussex） （在世期692年－725年）
    - 沃茨（英语：Watt of Sussex）（在世期692年－725年）

  - 韦塞克斯 - 伊尼，韦塞克斯国王（688年－726年）
- 苏格兰
  - Dál Riata - Selbach mac Ferchair（700年－723年）
  - Strathclyde王国 -
  - 皮克特王国 - Nechtan mac Der-Ilei，皮克特国王（706年－724年）
- 威尔士 -
  - Gwynedd王国 - Idwal Iwrch（682年－720年）
  - Powys王国

## 出生
- 10月19日，唐肅宗李亨（762年5月16日，逝世）

## 逝世
- 查士丁尼二世，拜占庭皇帝，君士坦丁四世的長子。